# EX-343
La carretera EX-343 es de titularidad de la Junta de Extremadura. Su categoría es local. Su denominación oficial es   EX-343 , de   EX-103  a Hornachos.